# India en los Juegos Olímpicos de Atlanta 1996
India estuvo representada en los Juegos Olímpicos de Atlanta 1996 por un total de 49 deportistas, 40 hombres y 9 mujeres, que compitieron en 13 deportes.
El portador de la bandera en la ceremonia de apertura fue el jugador de hockey sobre hierba Pargat Singh.

## Medallistas
El equipo olímpico indio obtuvo las siguientes medallas:
| Nombre       | Deporte | Competición  |
| ------------ | ------- | ------------ |
| Oro          |         |              |
| —            |         |              |
| Plata        |         |              |
| —            |         |              |
| Bronce       |         |              |
| Leander Paes | Tenis   | Individual M |